# もえがく★5
『もえがく★5』（もえがくご）は、PCゲーム『英語イディオム50日「萌える学習キット～もえがく～」』（スタジオサジタリウス）を原作とするテレビアニメ。2008年1月14日から3月7日までBSフジにて放送されていた。タイトル名の「5」は5か国語の5と夕方5時の5が由来。

## テレビアニメ『もえがく★5』

### 概要
キャッチコピーは「5か国語が飛び跳ねる！ アニメと実写のモエデュテインメント番組」。当初の予定は全13話と発表されていたが最終的に全8話となった。終了後の翌週から第1話から再放送していたが、7月4日を持って完全に終了した。
番組前半7分はアニメパートで番組後半4分半は実写パートのコンプレックス形式となっている。言語の曜日とテーマの内容については「放送する言語&テーマ」を参照。
2008年8月1日にはDVD-BOX及び、各5か国語のDVDが発売された。

### 放送する言語&テーマ
- 放送する言語
  - 月曜日 - 英語[注 2]
  - 火曜日 - 韓国語
  - 水曜日 - スペイン語
  - 木曜日 - 中国語
  - 金曜日 - フランス語
- テーマ
  - 第1週→挨拶[注 3]
  - 第2週→1から10までの数字
  - 第3週→24時間
  - 第4週→顔の部分の名前
  - 第5週[注 4]→体の部分の名前
  - 第6週→果物の名前
  - 第7週→色々な大きさ
  - 第8週[注 5]→1週間の曜日

### アニメパート
- 番組前半7分はアニメ『もえがく★5』を放送。
- ノンスポンサーだが地上波放送への番組販売に対応するためか、提供バック用の画面が存在している。CMはBPO、kids枠の番宣など。
- 本編の最後に今回の「ワンポイント講座」が行われ、覚えておきたい各国の簡単な単語や文法をもえと外国人がレクチャー。最後はルルーが秋葉原（池袋）に関してのアドバイスで一言。そして最後は各国の「またね」を言って締める。

#### ストーリー
都内の高校に通っているごく普通の少女・月島もえは、ひょんなことから魔法の国の住人・ルルーの力によって魔法少女に変身する力を手に入れる。彼女の使命は秋葉原に集まる「萌えエナジー」を悪人の手から守ることである。

#### キャラクター
月島もえ（声：芳村れいな）
主人公。魔法少女に変身できるが、劇中では最初から魔法少女の姿をしている。実際は変身「させられて」おり、変身したシーンがあったのは初回の説明の場面のみ。さらに第4話では、もえが変身がない不満をルルーにぶちまけると「大人の事情や」と言われた。第7週で1週以来の制服姿に戻ったが、この話では変身がなかった。
ルルー（声：鉄砲ゆりの）
もえのお目付役。帽子を被ったぬいぐるみのような生物で、常に宙に浮いている。関西弁で話し、オタク知識に詳しい。
京歌カオリ（声：橘由香里）
もえのライバル的魔法少女。あらゆる手段でもえを倒そうとするが失敗に終わる。
マッシュ（声：麻生淳）
角帽とガウンを身につけ、巨大な鉛筆を持っている。カオリを魔法少女にして、めがみさまへの復讐を企んでいる。
エミリー（声：羽月まり）
アメリカ人の少女。明るい性格で、ディープなオタク知識を持っている。初登場は第5週。
仙菜まゆ（声：早良）
第7話初登場。もえの同級生でおとなしい腐女子。
めがみさま（声：平野綾）
もえを魔法少女にした張本人で、もえとルルーの任務を終えた時に登場。基本的に外国人たちには彼女の姿は見えておらず、現れている間は時間が止まっている。もえに「ピュアのかけら」を渡すと、「アキバ道」（第7話のみ「ブクロ道」）なる格言を言い残して飛び立っていく。
5人の外国人のオタクたち
アメリカ人のオタク（月曜日出演）（声：安堵龍（アンドリュー））
韓国人のオタク（火曜日出演）（声：朴慶完（パク・キョンワン））
スペイン人のオタク（水曜日出演）（声：初代EMILIO GALLEGO（エミリオ・ガジェゴ）、2代目Yamada Max（ヤマダマックス））
中国人のオタク（木曜日出演）（声：王万舟（オウ・マンシュ））
フランス人のオタク（金曜日出演）（声優：JULIEN（ジュリアン））

##### その他脇役
※()は登場話
- 店員A(1)：森末ひろあき
- 店員B(1)、通行人A(7)、女性B(8)：小澤飛鳥
- 街の人A(1)、もえのバトン(2)、ギャラリーB(5)、通行人B(7)、男性(8)：はなび
- 街の人B(1)、街の人A(2)、ギャラリーC(5)：森川空
- アキバ系アイドルA(2)、女性A(8)：さいとう怜
- アキバ系アイドルB(2)、ギャラリーA(5)：早良
- 街の人B(2)：天音あきら

#### サブタイトル
| 話数 | サブタイトル                                  | 絵コンテ | 演出       | 作画監督   |
| ---- | --------------------------------------------- | -------- | ---------- | ---------- |
| 1週  | 運命の出会い。はじめまして!                   | 高本宣弘 | 高本宣弘   | 渡辺浩二   |
| 2週  | ライバル登場!?数で勝負だ!                     | 高本宣弘 | 熨斗谷充孝 | 砂川正和   |
| 3週  | 勝負の時は今!アキバカード大戦                 | 林宏樹   | 白石道太   | 石井ゆみこ |
| 4週  | 目は口ほどにモノを言う? 限定版をゲットせよ!   | 影山楙倫 | 栗本宏志   | 山本径子   |
| 5週  | 腹が減っては戦はできぬ?アキバ裏グルメ探訪!    | 博多正寿 | 平向智子   | 松本昌子   |
| 6週  | メイド喫茶に潜む罠!?食べ物の名は?             | 林宏樹   | 守田芸成   | 鵜池一馬   |
| 7週  | 小さなハートに大きな希望!?乙女ロードで大騒動! | 影山楙倫 | 白石道太   | 佐野洋子   |
| 8週  | 決戦は何曜日?アキバクエスト・スタート!        | 林宏樹   | 林宏樹     | 川村幸祐   |

### 実写パート
- アニメパート終了後の番組後半5分はMCを担当するアーヤお姉さんこと平野綾が先生扮する各国の言語を話す子供たちにテーマに沿った語学を教わり[注 6]、最後はナワトビストのメンバー達と一緒にリズムで覚えていくという内容である。しかし、中にはハプニングも起こりかねない（発音が悪くて先生からダメだしされる、縄を踏んでつまづく、違う言葉を言ってしまう等）時もあった。
- 単語によっては「※都合により複数形の表現は省略しています」というお断りのテロップが小さく左に出る。編成営業局の高崎邦雄専任局次長によると「各国によって複数の呼び方や全く呼び方が違う。文法も言い回しが複数あり、どの言葉が適切なのか議論になって予想以上に大変」という裏事情がみられる[2]。
- スタジオのバックには表と裏の両面に月島もえの全体が描かれたポールが立っており、オープニングの際にはそれが反転する仕掛けになっている。両面にはそれぞれ違った絵が描かれており、表には普通の魔法少女のもえの絵だが、裏面は曜日ごとによってそれぞれ異なっている。
  - 月曜日（英語）→ニューヨークの自由の女神の格好をしたもえ
  - 火曜日（韓国語）→韓国の民族衣装であるチマ・チョゴリを着たもえ
  - 水曜日（スペイン語）→フラメンコの衣装を着たもえ
  - 木曜日（中国語）→カンフー少女のような格好をして合掌しているもえ
  - 金曜日（フランス語）→フランスの国旗の色と同じドレスを着たもえ

#### 出演者
アーヤお姉さん（平野綾）
実写パートのMC。実写Aパートと各曜日ごとに衣装や色が異なっている。衣装は2週間ごとに変わっている。
ナワトビスト（本来のチーム名：縄★レンジャー）
アクロバティックロープパフォマンス集団、DJはGUN-BIG油。第5回目の放送から本人の顔がテロップと一緒に現れた。
MCのSOFFY（ソフィー/■）が仕切り、残ったメンバー5人がその単語を言う。担当はそれぞれ決まっており、各担当曜日は以下の通りである。
月曜日→KOUME（コウメ/■）たまに、水曜日担当。
火曜日→YUJI（ユウジ/■）たまに、月曜日担当。
水曜日→UT（ユーティー/■）たまに、木曜日担当。
木曜日→JANET（ジャネット/■）たまに、火曜日担当。
金曜日→SADA（サダ/■）

#### 各国の先生
- 英語 - ティモシー〔♂〕
- 韓国 - 衣莉（えり）〔♀〕
- スペイン - ユナ〔♀〕
- 中国 - 虹けい（こうけい）〔♀〕
- フランス - レイズ姉弟（セイラ(姉)〔♀〕・ヴィクトール(弟)〔♂〕）
  - 2人出演、弟→姉の交代でメインレクチャーを担当。発音の関係などでダメ出しが飛んでくることもしばしばあった。縄跳びでは第1回から第3回はメインレクチャーだけが出演していたが、第4回から姉弟2人とも参加している。

### スタッフ

#### アニメーションスタッフ
- 監督：高本宣弘
- 脚本：渡辺陽
- キャラクターデザイン：渡辺浩二
- 美術監督・美術設定：高橋和博
- 色彩設定：友野亜紀子
- 撮影監督：佐藤正人
- 3D監督：井口光隆
- オフライン編集：櫻井崇
- 音響監督：小林克良
- 音楽：lavi
- 音楽プロデューサー：伊藤善之
- 音楽制作：ランティス
- アニメーションプロデューサー：吉田勝
- アニメーション制作：AICスピリッツ

#### 実写スタッフ
- 企画：小杉雅博（BSフジ）
- 構成：平岡秀章
- SW：竹内弘佳
- カメラ：古俣智則
- VE：大塚高矢
- AUD：煤田真弓
- 照明：四分一浩
- 音響効果：長谷川龍
- 美術プロデュース：杉川廣明
- デザイン：天野さやか
- 美術進行：萩原美樹雄
- TK：荒井順子
- メイク：水谷さやか、小林ゆうこ
- スタイリスト：ちなみちよ、ume
- 編集：海鋒大輔
- MA：河村大
- 広報：荒井和義（BSフジ）
- 編成：高崎邦雄（BSフジ）
- 協力：八峯テレビ、フジアール、一口坂スタジオA&V
- アシスタント ディレクター：近藤麻衣、宮本明枝
- ディレクター：村瀬智江子、天野一高
- アシスタント プロデューサー：松木靖卓、須藤景子
- 演出：本多浩二
- プロデューサー：平松滋
- 制作協力：JTW
- 製作著作：もえがく☆5[注 9]

### 主題歌
- オープニングテーマ「Girls Be Ambitious!」[注 10]
  - 歌：MAD CATZ（SMEレコーズ）作詞・作曲・編曲：磯崎健史
  - 2008年3月19日発売
- エンディングテーマ「MonStAR」
  - 歌：平野綾（ランティス）

### 放送局
| 放送地域 | 放送局 | 放送期間                | 放送日時                  | 放送系列 | 備考            |
| -------- | ------ | ----------------------- | ------------------------- | -------- | --------------- |
| 日本全域 | BSフジ | 2008年1月14日 - 3月7日  | 月曜 - 金曜 17:00 - 17:15 | BS放送   | 本放送          |
| 日本全域 | BSフジ | 2008年1月20日 - 3月9日  | 日曜 24:30 - 25:45        | BS放送   | 5か国語一挙放送 |
| 日本全域 | BSフジ | 2008年1月21日 - 3月14日 | 月曜 - 金曜 9:00 - 9:15   | BS放送   | 再放送          |

## ゲーム

### 英語イディオム50日「萌える学習キット～もえがく～」
キャスト
- 京歌アキラ	麻生淳
- 織島ゆず	小澤飛鳥
- 神島まどか	早良
- 京歌カオリ	橘由香里
- ルルー	鉄砲ゆりの
- エミリー	羽月まり
- 仙菜まゆ	水奈月琴巳
- 月島もえ	芳村れいな

### もっと もえがく
出演者：平野綾、芳村れいな、羽月まり、橘由香里、麻生淳

#### 新キャラクター
めがみさま
声：平野綾
ゲームには英語テストのヘルプ役で登場する。